# Buffet Crampon
Buffet Crampon, Бюффе Крампон — французская фирма-производитель деревянных духовых музыкальных инструментов — кларнетов, саксофонов, гобоев, английских рожков и фаготов.
Фирма основана в Париже в 1825 году как частная мастерская музыкальных инструментов мастером Дени Бюффе-Оже. Пять лет спустя его дело унаследовал сын Жан-Луи Бюффе. После женитьбы, в 1836 году, на Зои Крампон он взял двойную фамилию, положив начало современному названию торговой марки. Современный логотип фирмы появился в 1844 году.
Дядя Жана-Луи, Луи-Огюст Бюффе, был знаком с профессором Парижской консерватории Гиацинтом Клозе. В конце 1830-х годов они совместно создали новую модель кларнета с системой кольцевых клапанов, изобретённой флейтистом мюнхенской Придворной капеллы Теобальдом Бёмом и первоначально применявшейся только на флейте. Новые инструменты быстро завоевали популярность, и для того, чтобы удовлетворить возросший спрос, в 1850 году в городе Мант-ла-Виль (фр.) была построена фабрика — филиал парижской фирмы. С 1866 года компания начала производить саксофоны.
Buffet-Crampon получила награды за качество своих инструментов, в том числе на Всемирной выставке в Париже в 1900 году. С 1918 года компания вышла на американский рынок.
В 1981 году Buffet-Crampon была приобретена британской издательской группой Boosey and Hawkes (англ.), что позволило вложить значительные средства в модернизацию производства. Buffet-Crampon производит инструменты для музыкантов всех уровней — от начинающих до профессиональных артистов.
В 2003 году Buffet-Crampon отделилась от группы Boosey and Hawkes, а в 2005-м, по инициативе президента фирмы Пола Бэрронэ снова приобрела полную независимость. В 2006 году фирма приобрела два известных бренда медных духовых инструментов Antoine Courtois Paris и Besson (фр.).
Объединение трёх брендов — Buffet Crampon, Antoine Courtois и Besson — в единое предприятие Buffet Crampon Group (фр.), позволило группе занять лидирующие позиции на рынке в секторе деревянных духовых инструментов (кларнеты, басс-кларнеты, гобои, фаготы, саксофоны) и медные инструменты (трубы, корнеты, флюгельгорны, тромбоны, валторны, теноровые рожки, баритоны, эуфониумы, тубы, саксофоны).
Товарооборот группы в 2007 году составил 60 миллионов евро, 90 % которых были от экспорта, представляя рост 18 % по сравнению с 2005 годом. Buffet-Crampon et Companie намерена подтвердить своё место в традиционном французском производстве инструментов и репутацию марки «Сделано во Франции» класса люкс.